# Шрёдер, Криста
Эмилия Кристина Шрёдер (нем. Emilie Christine Schroeder, известная как Криста Шрёдер, нем. Christa Schroeder; 19 марта 1908, Ганн. Мюнден — 28 июня 1984, Мюнхен) — второй секретарь Адольфа Гитлера, проработавшая с ним в течение двенадцати лет.

## Биография
Криста Шрёдер родилась в 1908 году в Мюндене в семье матери-одиночки, отношения со строгой матерью не складывались, а в 1926 году девушка осталась сиротой. По окончании восьми классов Шрёдер с 1922 года в течение трёх лет обучалась в торговом училище при компании, принадлежавшей дальним родственникам, и затем до 1929 года работала машинисткой-стенографисткой в той же компании. Она добилась выдающихся результатов в стенографии и не раз занимала первые места в профессиональных конкурсах. В 1929 году Шрёдер переехала в Нагольд, где занималась канцелярской работой в адвокатском бюро, затем в 1930 году перебралась в Мюнхен в поисках профессионального роста. Несмотря на высокую безработицу в Германии, Шрёдер благодаря своему опыту и профессионализму удалось выдержать конкурс в 87 человек на место и получить работу в канцелярии НСДАП по адресу Шеллингштрассе, 50, где прежде размещалось фотоателье Генриха Гофмана. Шрёдер неоднократно заявляла, что не была идейной национал-социалисткой: «Если тогда, в 1930 году, попавшееся мне объявление исходило бы не от НСДАП, а КПГ, я, может быть, стала бы коммунисткой». В различных подразделениях, в том числе в верховном руководстве СА у Франца Пфеффера фон Саломона, экономико-политическом отделе у Отто Вагенера в Коричневом доме и правлении гитлерюгенда с Эрнстом Рёмом, Шрёдер проработала на НСДАП до 1933 года. Первая встреча с Гитлером у Кристы Шрёдер состоялась в Коричневом доме в 1930 году, когда её через секретариат Рудольфа Гесса пригласили заменить отсутствующую машинистку.
В первые месяцы после прихода национал-социалистов к власти в Германии Криста Шрёдер работала в разных штабах партии, в марте 1933 года переехала в Берлин, где некоторое время была занята в штабе связи НСДАП под руководством Рудольфа Гесса и в рейхсканцелярии. Трудолюбие и сообразительность Шрёдер произвели впечатление на Гитлера, и она была зачислена секретарём шеф-адъютанта Вильгельма Брюкнера в личную адъютантуру рейхсканцлера, в этой должности она проработала в рейхсканцелярии до начала Второй мировой войны. В военное время Криста Шрёдер занимала должность личного секретаря фюрера и сопровождала его во время всех поездок и во всех ставках вместе с Иоганной Вольф. Согласно показаниям доктора Карла Брандта, помимо высокой работоспособности Криста Шрёдер отличалась от других секретарей Гитлера категоричностью и непреклонностью в отстаивании собственных убеждений, что нередко приводило к нешуточным спорам. Шрёдер держала дистанцию от узкого круга ближайшего окружения Гитлера, но и фюрер не терпел её критических замечаний и держал её на удалении. Согласно автопортрету, составленному ею в послевоенное время, непреодолимая тяга к правдивости и независимости обрекала её на критическое восприятие людей.
В ночь на 22 апреля 1945 года вместе с главным секретарём Иоганной Вольф простилась с Гитлером и добралась самолётом до Зальцбурга, а оттуда перебралась в Бергхоф. 28 мая 1945 года Шрёдер была арестована американцами в Хинтерзее близ Берхтесгадена и провела три года в различных лагерях и тюрьмах оккупационных властей. Находясь в американском плену, Криста Шрёдер долгое время держала при себе ампулу с синильной кислотой, выменянную за бутылку виски у Скорцени. В заключении Криста Шрёдер в надежде облегчить свою участь сотрудничала со следователем, неким капитаном Бернхардом, и предоставляла ему на допросах обширные сведения о шефе и его образе жизни, а также о его взаимоотношениях с Гели Раубаль и Евой Браун и подготовила даже письменные записи по его настоянию. У Шрёдер со следователем сложились доверительные отношения, она даже передала ему на хранение имевшиеся ценности — несколько тысяч рейхсмарок и сотню эскизов работы Гитлера в брезентовом конверте, которые она спасла от уничтожения в Бергхофе. В процессе денацификации судом первой инстанции в декабре 1948 года в Людвигсбурге Шрёдер была включена в круг главных обвиняемых, ей было назначено наказание в виде трёх лет лишения свободы с содержанием в лагере для интернированных лиц. Позднее в порядке кассации её переквалифицировали в «попутчицу», она была освобождена 12 мая 1948 года. После освобождения Шрёдер связалась со следователем, который уже называл себя Альбертом Цоллером. Он вернул ей лишь около половины эскизов, а в 1949 году сообщил, что собирается издать заметки, написанные Шрёдер в тюрьме, под её именем, при этом отказавшись вернуть рукопись. Криста Шрёдер запретила использовать своё имя. Так называемая «книга Цоллера» под названием «Лично о Гитлере. Записки личной секретарши о прожитом» вышла в Париже на французском и позднее в Дюссельдорфе на немецком без упоминания имени секретаря, но её содержание не оставляло никаких сомнений о личности. Криста Шрёдер обнаружила в книге не принадлежавшие ей высказывания, её текст подвергся стилистическим изменениям на уровне иллюстрированного журнала. В течение всей последующей жизни Криста Шрёдер игнорировала предложения журналистов о сотрудничестве и безрезультатно обращалась к адвокатам за защитой от регулярных публикаций от её имени.
Выйдя на свободу, устроилась в Швебиш-Гмюнде личным секретарём владельца завода лёгких металлов, в 1959—1967 годах — делопроизводителем в строительной компании в Мюнхене. В 59 лет Шрёдер вышла на пенсию по состоянию здоровья и вела уединённый образ жизни. Личная жизнь Кристы Шрёдер, учитывая особенности её работы, сложилась неудачно. В 1938 году состоялась помолвка Кристы Шрёдер с югославским дипломатом Лавом Алконичем, хотя ей было известно, что шеф отрицательно относится к иностранцам. Кроме того, Алконич поддерживал связи с югославскими военными кругами и заключал в Белграде сомнительные сделки, ссылаясь при этом на «берлинские связи в рейхсканцелярии». После допросов, проведённых с Шрёдер в этой связи в гестапо, она расторгла помолвку.
В 1985 году были посмертно опубликованы её мемуары «Я была секретарём Гитлера» (в оригинале «Он был моим шефом»), которые подготовил к печати историк Антон Иоахимсталер. Впоследствии они были переведены на английский и русский языки. В предисловии к изданию мемуаров Шрёдер на русском языке К. А. Залесский отметил, что несмотря на их субъективность, они практически не конъюнктурны. Криста Шрёдер не пыталась в них ни обелить себя, ни подчеркнуть собственную значимость, а разоблачала приписываемые ей откровенные вымыслы и обличала фантазии в воспоминаниях других лиц из близкого круга Гитлера. Сама Шрёдер, по мнению Залесского, возможно, была влюблена в Гитлера и поэтому крайне отрицательно относилась к Еве Браун.